# Islamwissenschaft
Die Islamwissenschaft (veraltet: Islamistik, vereinzelt auch Islamkunde) ist die wissenschaftliche Erforschung der Religion des Islam und der vom Islam geprägten Kulturen und Gesellschaften in der Vergangenheit und Gegenwart.
Die Bezeichnung der Islamwissenschaftler als „Islamisten“ ist veraltet, seitdem sie zur Verwechslung mit dem politisch verstandenen Neologismus „Islamist“ führen kann.

## Abgrenzung zur Islamischen Theologie
Von der Islamwissenschaft zu unterscheiden ist die Islamische Theologie, die in Deutschland auch unter dem Begriff Islamische Studien firmiert. Während Islamwissenschaftler unabhängig von ihrem eigenen religiösen Bekenntnis den Islam analytisch betrachten, gestalten gläubige Muslime in der Islamischen Theologie den aktuellen Islam aktiv mit, indem sie Theologie betreiben. Im Idealfall stützt sich die Islamische Theologie ganz auf die Wissenschaftlichkeit der Islamwissenschaft, doch in der Praxis ist das nicht der Fall: Zum einen gibt es religiöse Vorbehalte aus traditionellen Gründen, die Forschungsergebnisse der Wissenschaft zu übernehmen. Zum anderen kann die Islamwissenschaft auch Theorien entwickeln, die den Glauben selbst infrage stellen; mit diesen kann sich die Islamische Theologie ihrer Natur nach nur apologetisch befassen. Daneben gilt es zu bedenken, dass auch wissenschaftliche Diskurse die religiösen Debatten einfärben können und Standpunkte, die ursprünglich in einem akademischen Kontext entwickelt wurden, für die Theologie nutzbar gemacht und in religiöse Lehren eingespeist werden können.
Ferner zu unterscheiden ist der Begriff der „Islamkunde“, der in Deutschland primär für den sich etablierenden und derzeit kontrovers diskutierten islamischen Religionsunterricht an Schulen verwendet wird.

## Geschichte der Islamwissenschaft
Die Entstehung der Islamwissenschaft als wissenschaftliches Fach ist im Zusammenhang mit der Emanzipation der Orientalistik aus der Theologie zu sehen. Das Resümee der Geschichte des Freiburger Orientalischen Seminars durch den inzwischen emeritierten Altorientalisten Horst Steible mag diese Entwicklung illustrieren:

„Das heutige Orientalische Seminar wurde formal im Jahre 1949 gegründet, doch reichen die Anfänge der Orientalistik an der Universität Freiburg sehr viel weiter zurück. Schon Ende des 19. Jahrhunderts traten verschiedene orientalistische Disziplinen aus dem Schatten der Theologie heraus, wie das Wirken von S. Hermann Reckendorf (1864–1924) und Joseph Schacht (1902–1969) in der Arabistik, von Ernst Leumann (1859–1931) in der Indologie und Hermann Kees (1886–1964) in der Ägyptologie zeigt. Die 1932 durch den Nationalsozialismus bedingte Karenz der Freiburger Orientalistik endete 1949, als mit Oluf Krückmann ein Wissenschaftler berufen wurde, der in seiner Person noch die ganze Welt des Vorderen Orients vereinte: Die Keilschriftsprachen ebenso wie die Ägyptologie und die Islamwissenschaft.“

Der Kompetenzbereich studierter Orientalisten umfasste demnach lange Zeit viele verschiedene Forschungsfelder, die sich heute zu eigenständigen Fächern entwickelt haben, was sich an vielen Universitäten auch strukturell niederschlägt: Werden an der Albert-Ludwigs-Universität Freiburg i. Breisgau beispielsweise noch die Fachbereiche Islamwissenschaft und Judaistik – in der Vergangenheit auch Sinologie, Indologie u. a. – unter dem Dach der Orientalistik zusammengefasst, überspannt in Heidelberg das Seminar für Sprachen und Kulturen des Vorderen Orients die Fächer Islamwissenschaft, Assyriologie und Semitistik, wohingegen die jüdischen Belange mit der Hochschule für Jüdische Studien vollständig verselbstständigt sind. Die übrigen Regionalwissenschaften, insbesondere Sinologie, Japanologie und Indologie, sind an beiden Universitäten nicht mehr mit der Islamwissenschaft assoziiert.
Solche und ähnliche Sachlagen führen jedoch in der Forschung bisweilen zur Unter- oder Nichtbesetzung von Forschungsbereichen: So existierten in Deutschland Ende 2019 nur dreizehn Professuren für Turkologie an zehn Standorten, denen 40 Professuren für Islamwissenschaft an 20 Standorten gegenüberstanden. Demnach verwaltet die Islamwissenschaft noch immer ein sehr großes Aufgabenfeld; die Bearbeitung von Forschungsfeldern wie der Erforschung des türkischen oder persischen Kulturraumes, die auch im Rahmen eigenständiger Institute geschehen könnte, fällt zu einem Großteil der Inneren Aufgliederung des Faches Islamwissenschaft und etwaigen Spezialisierungen der Forschenden zu. Gleichzeitig impliziert – zum Beispiel – die Trennung zwischen islamwissenschaftlichen und indologischen Instituten, dass letztere nicht mit dem Islam befasst seien bzw. sich nicht zu befassen hätten, während in Wirklichkeit eine enorme Zahl von Muslimen in Indien lebt.

## Gegenstand der Forschung
Die Islamwissenschaft gründet sich unter anderen Fragestellungen auf der Auswertung islamischen arabischen Schrifttums (Koran, Hadith, Kommentare, Recht, Literatur). Aber auch nichtreligiöses Schrifttum aus der islamischen Welt wird untersucht. Die religiöse Tradition wird als ein wesentlicher Prägefaktor für Kultur und Gesellschaft angesehen und ist als solcher Gegenstand der Wissenschaft.
Das Studienfach Islamwissenschaft umfasst Religion, Literatur, Kultur, Geschichte und Gegenwart des islamisch geprägten Vorderen Orients und Südostasiens, in geringerem Umfang werden die islamischen Lebenswelten Afrikas und – vor allem in neuerer Zeit immer mehr – auch der westlichen Welt behandelt. Zur Ausbildung der Hauptfachstudenten gehört entweder der Erwerb umfassender Kenntnisse des Hocharabischen oder weiterer Sprachen aus einem islamisch geprägten Land wie des Persischen oder des Türkischen, unter Umständen auch des Urdu oder der Indonesischen. Grundkenntnisse der islamischen Theologien, des islamischen Rechts, der Geschichte und Gegenwart sowie klassische und moderne Ausdrucksformen der arabischen Literatur sind weitere zentrale Lernziele des Studiengangs.
Die Beschäftigungsaussichten der Absolventen sind gut: Seit den Terroranschlägen am 11. September 2001 suchen sowohl überregionale Zeitungen als auch Think Tanks und Geheimdienste Fachleute für Islamwissenschaft.
Abbas Poya und Marcus Reinkowski diagnostizieren allerdings gerade in diesem Zusammenhang für die Islamwissenschaft im Zusammenhang des „Unbehagens in den Geisteswissenschaften“ eine Reihe von Schicksalsfragen. So bemerken sie:
„Gerne behaupten die Vertreterinnen und Vertreter des Faches (vor allem gegenüber den Medien), dass es ‚den Islam‘ nicht gibt. In der Verteidigung ihres Faches gegenüber anderen Disziplinen operieren sie aber meist mit der Auffassung eines Islams. In einem engeren Bereich […] wird versucht, genau diesen Kern zu erfassen. Könnte es also die Aufgabe der Islamwissenschaft sein, jenseits falscher Essentialismen den ‚keimträchtigen Kern‘ der islamischen Kulturen zu erkennen?“
Islamwissenschaft stehe demnach vor dem Dilemma, keine Wissensproduktion über den Islam zu leisten, ohne dabei in hohem Maße normativ vorzugehen. Ferner, so prognostizieren sie, dürften in Zukunft „Benachbarte Fächer […] immer mehr in die Domänen der Islamwissenschaft eindringen.“ Insbesondere die „profunde Kenntnis einer oder mehrerer islamischer Sprachen“, die Islamwissenschaftler als wesentlichen Aspekt ihrer Expertise ansähen, sei hiervon betroffen. Werde doch angesichts „einer zunehmend globalisierten Studentenschaft […] der Vorsprung der Islamwissenschaft, wenn er nur auf ihrer sprachlichen Kompetenz beruhen sollte, immer mehr schrumpfen.“ Benjamin Jokisch diagnostizierte, dass „die jüngsten Entwicklungen der Islamwissenschaft unter dem Aspekt der Globalisierung (darauf schließen ließen, dass) […], die Disziplin eher in einem Prozess der Auflösung oder Verschmelzung mit anderen, angrenzenden Disziplinen.“
An einigen Universitäten entstehen in jüngerer Vergangenheit auch Studiengänge, die eine Integration der Islamwissenschaft mit den Jüdischen Studien sowie teilweise auch den Sozialwissenschaften propagieren – so beispielsweise an in einer Kooperation der Universität Heidelberg mit der Hochschule für Jüdische Studien in Heidelberg seit dem Wintersemester 2019/20. Hintergrund solcher Studiengänge ist einerseits die Bestrebung, die Trennung der Beschäftigung mit dem Judentum und Israel auf der einen Seite und der Beschäftigung mit der restlichen Region des Nahen Ostens auf der anderen Seite zu überkommen. Andererseits sollen die sprachbasierten Disziplinen, Islamwissenschaft und Judaistik, mit den methodenbasierten Sozialwissenschaften zusammengebracht werden.